# Latris
Latris és un gènere de peixos pertanyent a la família dels làtrids.

## Taxonomia
- Latris lineata (Forster, 1801)[2][3][4][5]
- Latris pacifica (Roberts, 2003)[6][7][8][9][10][11]